# جائزة موناكو الكبرى 2007
جائزة موناكو الكبرى 2007 (بالإنجليزية: 2007 Monaco Grand Prix)‏ هو سباق فورمولا 1 أقيم بتاريخ 27 مايو 2007 في حلبة موناكو. كان الخامس من أصل 17 في بطولة العالم لسباقات الفورمولا واحد موسم 2007. حلّ الإسباني فرناندو ألونسو أولا بينما جاء البريطاني لويس هاملتون في المركز الثاني وحصل على المركز الثالث البرازيلي فيليبي ماسا.